# ФК Рил
ФК Рил (на английски: Rhyl Football Club; на уелски: Clwb Pêl-droed Y Rhyl, Клуб Пеел-дройд Ъ Рил) е уелски футболен клуб, базиран в едноименния град Рил. Играе мачовете си на стадион Бел Вю. От лятото на 2008 г. играещ треньор на отбора е Грег Стронг. След края на сезон 2009-2010 г. завършва шести, но не получава лиценз и е изпратен във второто ниво на уелския футбол Къмри Алианс. След тригодишен престой в Къмри Алианс за сезон 2013-2014 г. отново се завръща във Висшата лига.

## Успехи
Шапмион на Уелс през сезон 2003-2004 и 2008-2009 г. В европейските клубни турнири дебютира през 2004 г. в турнира на Шампионската лига. През сезон 2005-2006 г. дебютира в турнира на Лига Европа. През сезон 2008 г. дебютира в Интертото.